# Tableau d'affichage
Ne doit pas être confondu avec Panneau d'affichage.

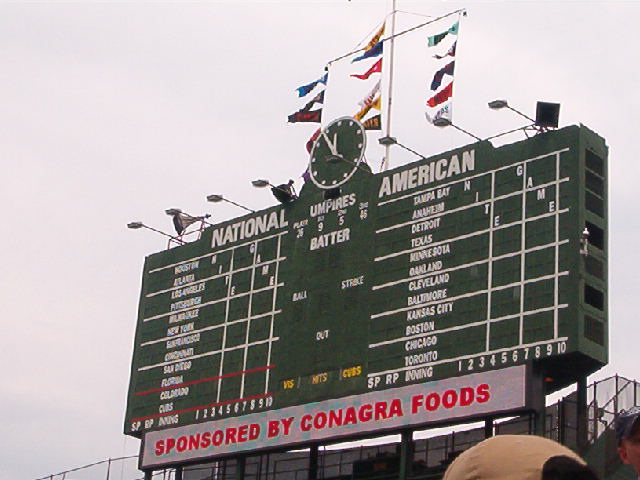
Tableau d'affichage dans un stade de baseball aux États-Unis

Un tableau d'affichage est un panneau permettant d'afficher des informations diverses. Il existe des tableaux d'affichage manuels ou électroniques. Ils sont utilisés en particulier dans la plupart des sports, comme le basket-ball, l'athlétisme, le tennis ou le baseball pour afficher non seulement le score (nombre de points) mais aussi le temps de jeu ou des informations sur les joueurs. Des tableaux d'affichages sont aussi utilisés dans les gares ou les aéroports.

## Historique et typologie

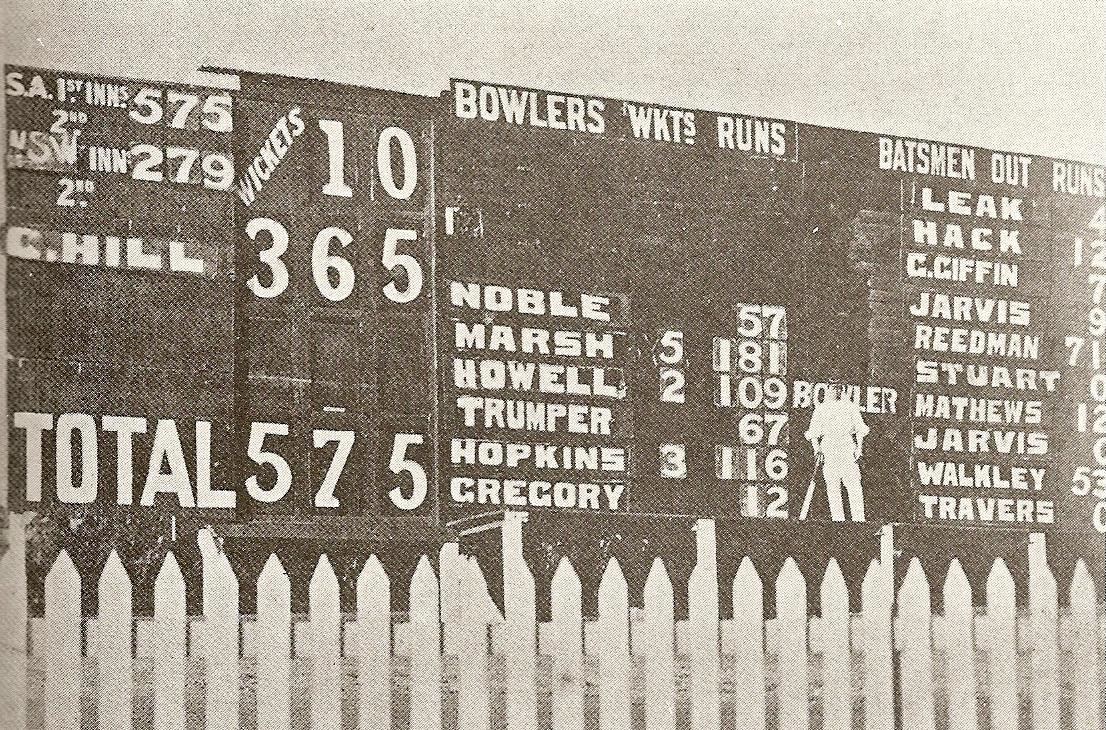
Tableau d'affichage manuel en 1901

Les premiers tableaux d'affichage, utilisés lors des rencontres de football, de cricket, de baseball ou de rugby étaient manuels ; le préposé au tableau d'affichage devait accrocher à la main des plaquettes avec des chiffres correspondant aux scores.
Jusqu'aux années 1980, la plupart des tableaux d'affichage étaient électro-mécaniques, de type afficheur à palettes. Les avancées en électronique ont par la suite permis des améliorations sensibles au niveau des possibilités techniques, qui ont abouti aux écrans géants de type vidéo. La plupart des tableaux d'affichage récents sont informatisés.

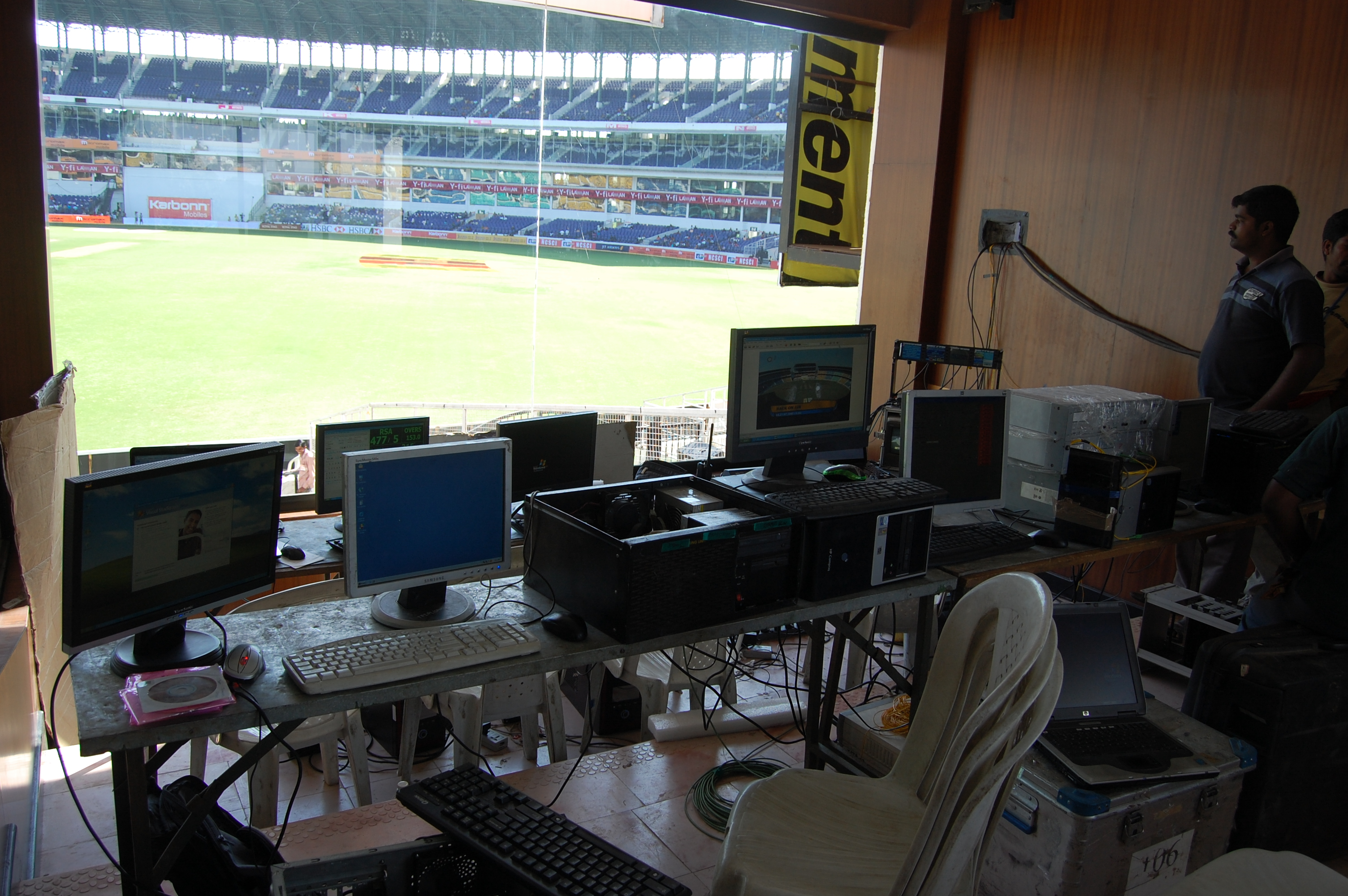
Salle de contrôle du tableau d'affichage d'un stade de cricket en Inde
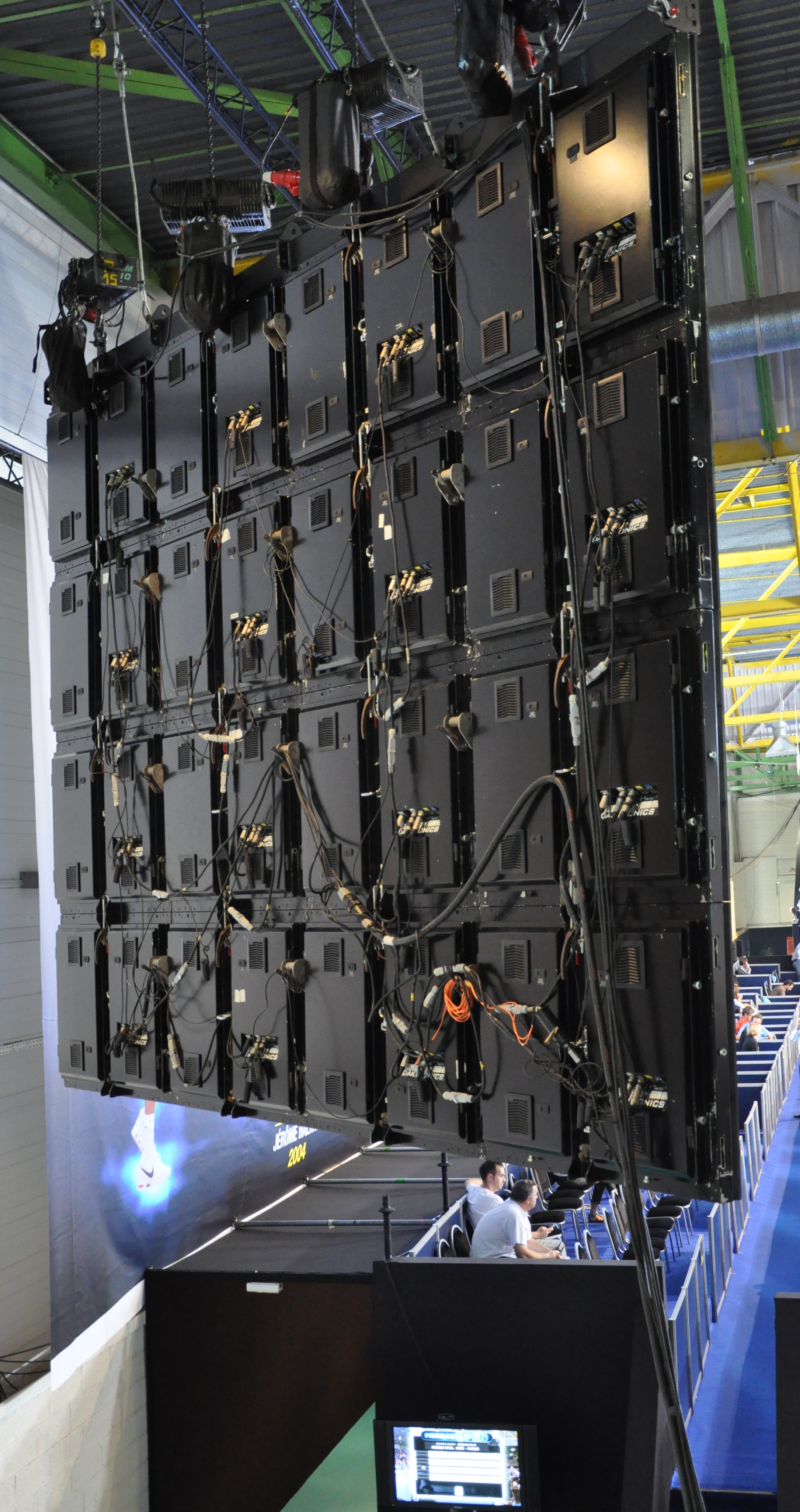
Face arrière d'un tableau d'affichage électronique

## Utilisation en sport
Dans certains stades sportifs, un tableau d'affichage peut atteindre plusieurs dizaines de mètres de largeur. Celui du stade de football américain du Darrell K Royal – Texas Memorial Stadium (en) atteint 40 m de large sur près de 17 de hauteur.

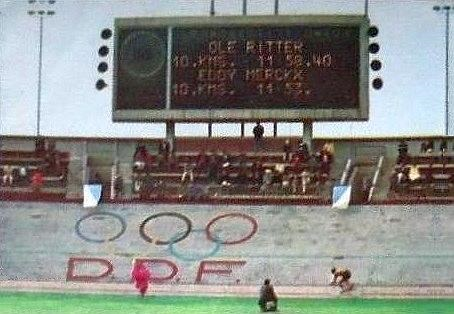
Tableau d'affichage utilisé lors du 10e kilomètre du record de l'heure d'Eddy Merckx à Mexico en 1972.
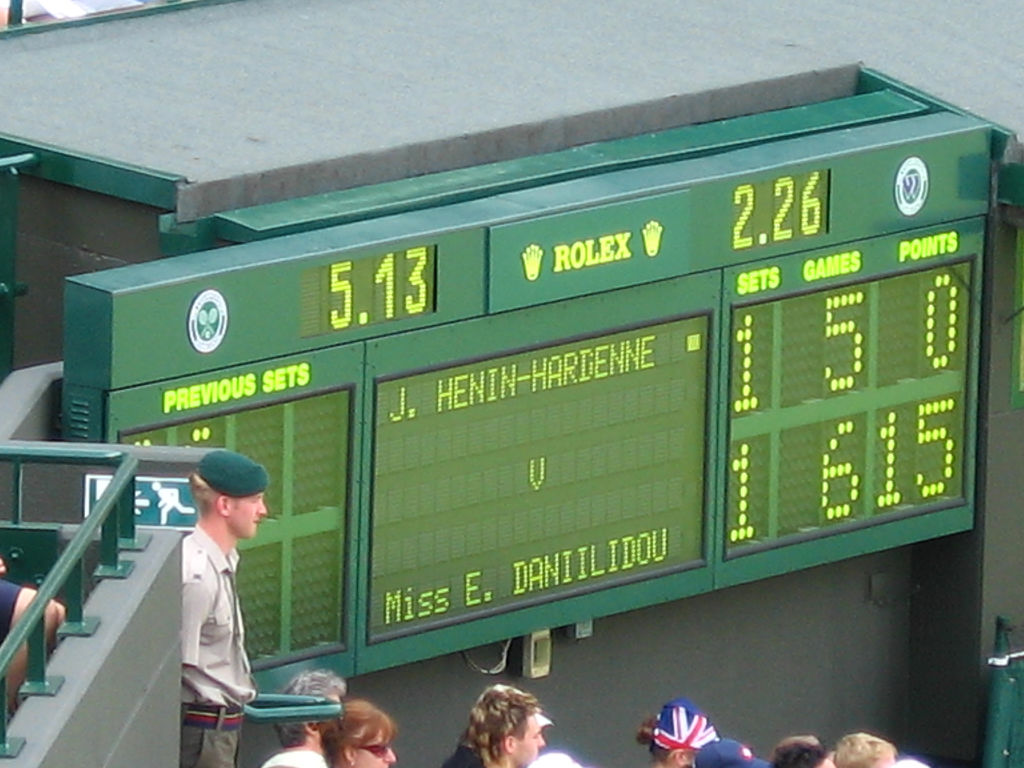
Tableau d'affichage de tennis à Wimbledon
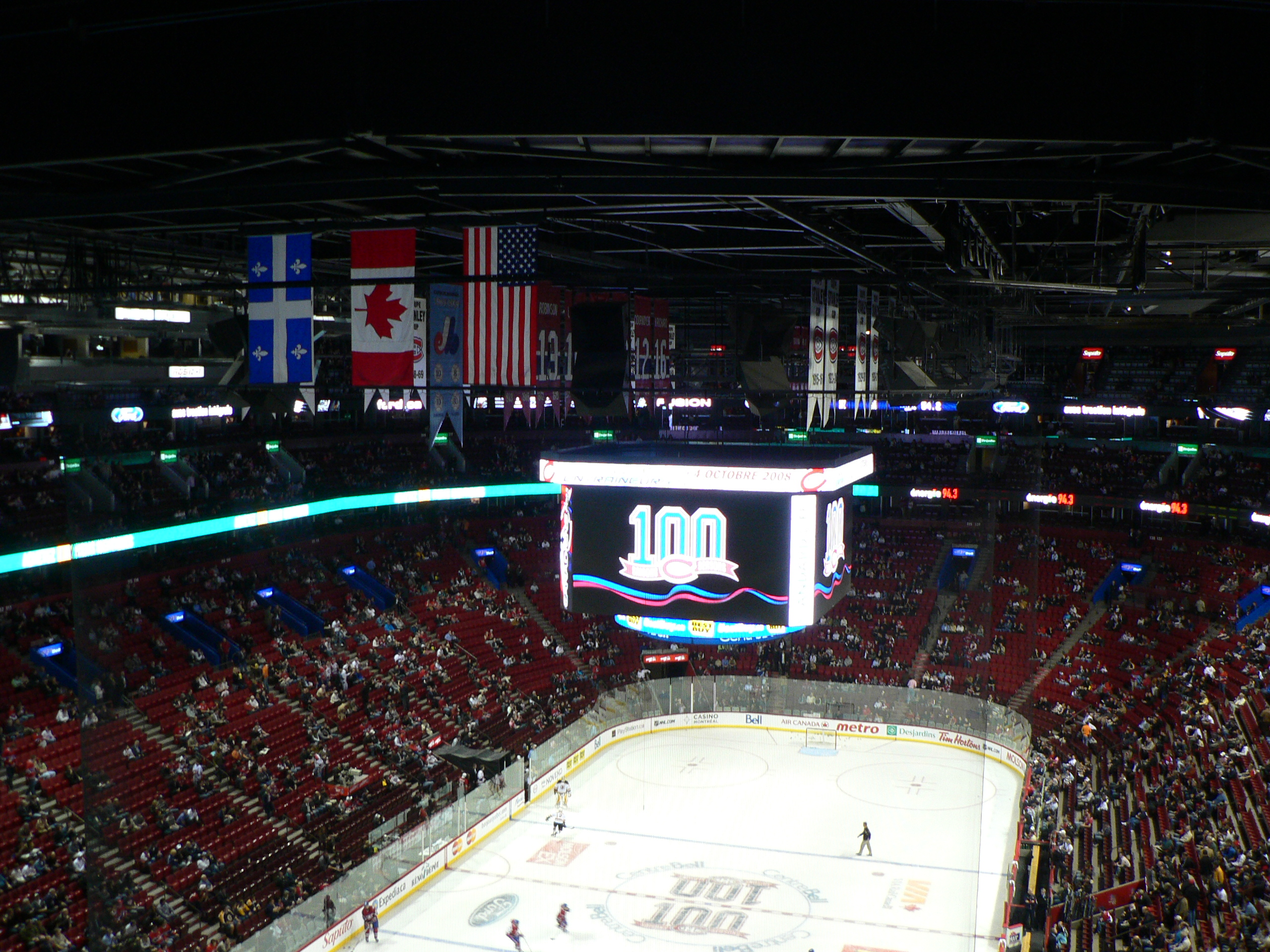
tableau d'affichage central en hockey sur glace

## Utilisation dans les transports
Les tableaux d'affichage dans les gares permettent de renseigner sur les trains au départ ou à l'arrivée, en indiquant les horaires et les quais, ainsi que les retards éventuels. Dans les aéroports, ils indiquent les portes d'embarquement, les noms des compagnies, les numéros de vols, etc.

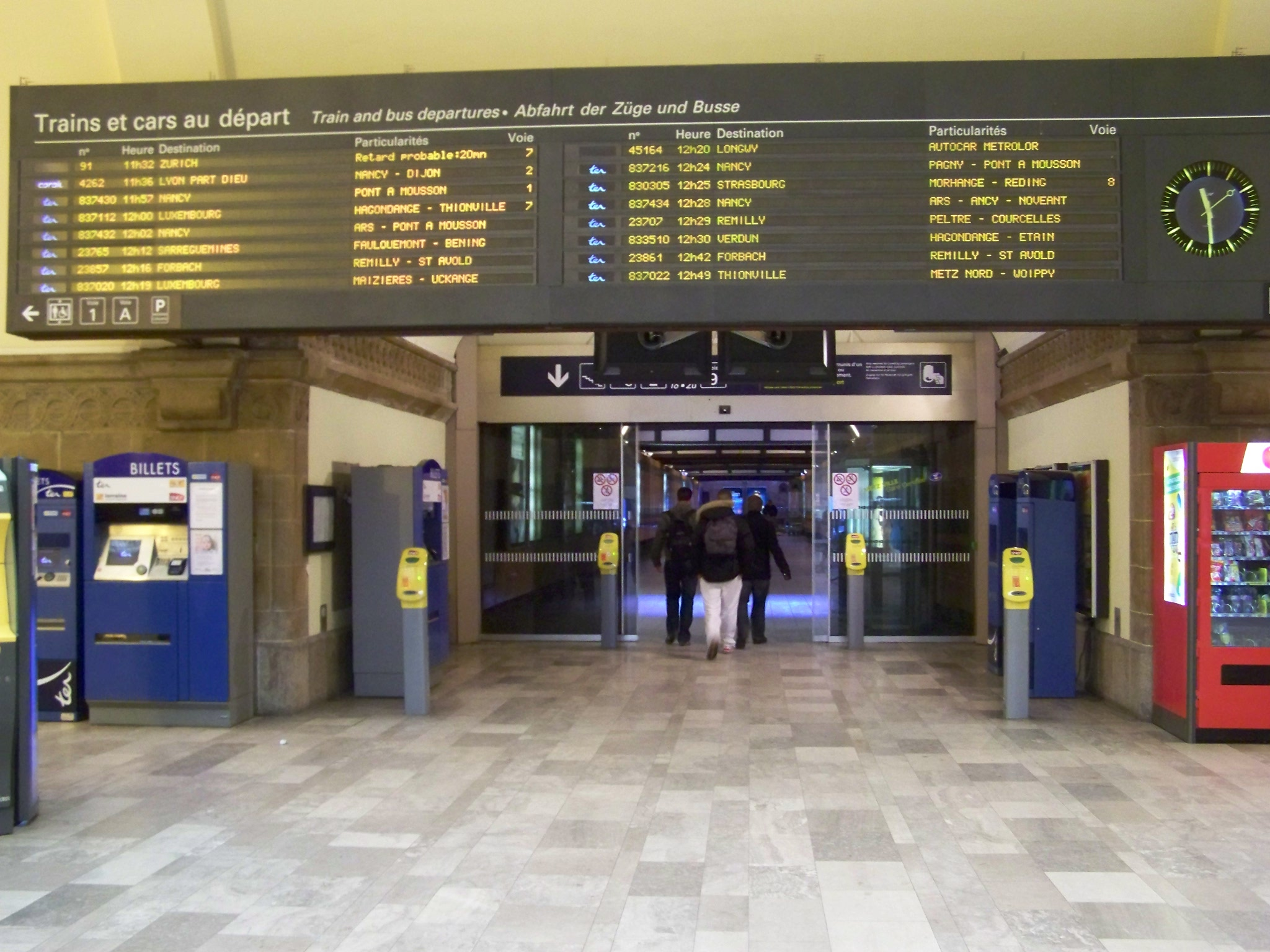
Tableau d'affichage de la gare de Metz
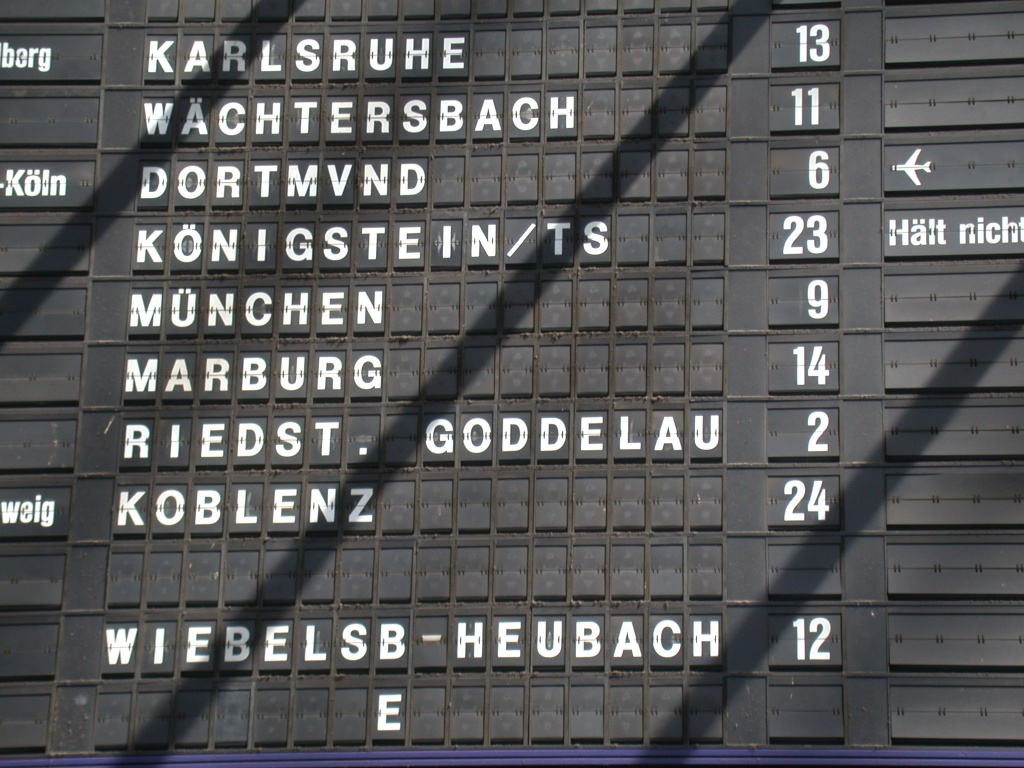
Un afficheur à palettes dans la gare de Francfort-sur-le-Main (avril 2005)
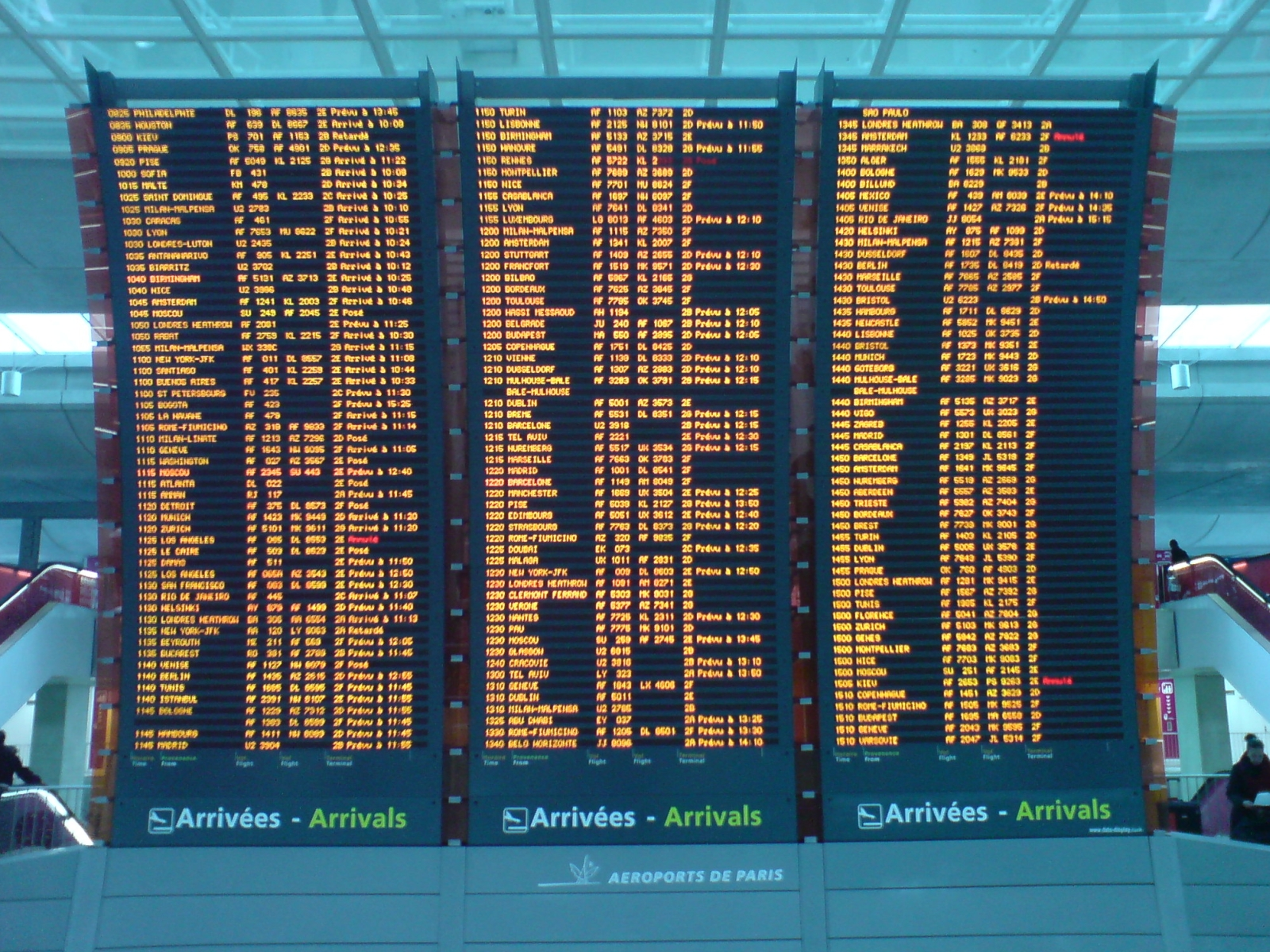
Tableau d'affichage de l'aéroport de Paris-Charles-de-Gaulle